# Grallaria
Grallaria (mierpitta's) is een geslacht van vogels uit de familie Grallariidae. Het geslacht telt bijna 50 soorten. De geslachtsnaam is in 1816 door de Franse vogelkundige Louis Jean Pierre Vieillot geldig beschreven. De naam is afgeleid van het Latijnse grallator dat steltloper betekent.

## Kenmerken
Mierpitta's zijn weinig opvallende, meest op de bosbodem levende vogels met een kort staartje en lange poten. Ze lijken oppervlakkig op de kleurrijke pitta's van de Oude Wereld. Ze variëren in grootte tussen de 14,5 en 24 cm. Hun leefgebieden liggen in vochtige bergbossen van de Andes.

## Soorten
- Grallaria albigula  – Grijsborstmierpitta
- Grallaria alleni  – Allens mierpitta
- Grallaria alticola  – Boyacámierpitta
- Grallaria alvarezi  – Chamímierpitta
- Grallaria andicolus  – Streepkopmierpitta
- Grallaria atuensis  – Atuenmierpitta
- Grallaria ayacuchensis  – Ayacuchomierpitta
- Grallaria bangsi  – Santamartamierpitta
- Grallaria blakei  – Kastanjebruine mierpitta
- Grallaria cajamarcae  – Cajamarcamierpitta
- Grallaria capitalis  – Huanucomierpitta
- Grallaria carrikeri  – Bleeksnavelmierpitta
- Grallaria centralis  – Oxapampamierpitta
- Grallaria chthonia  – Táchiramierpitta
- Grallaria cochabambae  – Boliviaanse mierpitta
- Grallaria dignissima  – Roestkeelmierpitta
- Grallaria eludens  – Witkeelmierpitta
- Grallaria erythroleuca  – Rood-witte mierpitta
- Grallaria erythrotis  – Roodoormierpitta
- Grallaria excelsa  – Grote mierpitta
- Grallaria flavotincta  – Geelborstmierpitta
- Grallaria gigantea  – Reuzenmierpitta
- Grallaria gravesi  – Chachapoyasmierpitta
- Grallaria griseonucha  – Grijsnekmierpitta
- Grallaria guatimalensis  – Schubkapmierpitta
- Grallaria haplonota  – Bruinrugmierpitta
- Grallaria hypoleuca  – Roodrugmierpitta
- Grallaria kaestneri  – Cundinamarcamierpitta
- Grallaria milleri  – Caldasmierpitta
- Grallaria nuchalis  – Roodnekmierpitta
- Grallaria obscura  – Junínmierpitta
- Grallaria occabambae  – Urubambamierpitta
- Grallaria oneilli  – Panaomierpitta
- Grallaria przewalskii  – Przewalski's mierpitta
- Grallaria quitensis  – Bergmierpitta
- Grallaria ridgelyi  – Jocotocomierpitta
- Grallaria ruficapilla  – Roestkapmierpitta
- Grallaria rufocinerea  – Tweekleurige mierpitta
- Grallaria rufula  – Muiscamierpitta
- Grallaria saltuensis  – Perijámierpitta
- Grallaria saturata  – Evenaarmierpitta
- Grallaria sinaensis  – Punomierpitta
- Grallaria spatiator  – Sierra-Nevadamierpitta
- Grallaria squamigera  – Geschubde mierpitta
- Grallaria urraoensis  – Urraomierpitta
- Grallaria varia  – Bonte koningsmierpitta
- Grallaria watkinsi  – Watkins' mierpitta